# Марцел Хашчак
Марцел Хашчак (слч. Marcel Haščák — Попрад, 3. фебруар 1987) професионални је словачки хокејаш на леду који игра на позицијама централног нападача.
Члан је сениорске репрезентације Словачке за коју је на међународној сцени дебитовао на светском првенству 2012. године. На том првенству селекција Словачке освојила је сребрну медаљу.
Освојио је титуле првака Словачке у сезони 2010/11. са екипом Кошица, односно првака Чешке у сезони 2016/17. у дресу Комете из Брна. Током каријере играо је и у КХЛ лиги за ришки Динамо и Амур из Хабаровска.